# Consiglio di Stato (Principato di Monaco)
Il Consiglio di Stato (in francese Conseil d'État) è un organo dell'amministrazione del Principato di Monaco.
Ha il compito di dare un parere sui progetti di legge e sulle ordinananze del sovrano. 
È composto da 12 membri, scelti tutti dal principe su indicazione del Ministro di Stato, e dal Direttore dei Servizi Giudiziari, che è anche presidente di diritto.

## Attuale composizione del Consiglio della Corona
Il Consiglio di Stato è così composto:
| Funzione       | Deputato |
| -------------- | --- |
| Presidente     | Philippe Narmino |
| Vicepresidente | Jean-François Landwerlin |
| Segretario     | Brigitte Grinda-Gambarini |
| Membri         | René Vialatte Henri Grossein Jean-Charles Sacotte Renaud de Bottini Jean-Baptiste Donnier Etienne Leandri Jean-François Landwerlin Jean-Marie Rainaud Philippe Orengo Françis Casorla |